# نظام انتخاباتی ترجیحی

نمونهٔ برگهٔ رأی نظام‌های انتخاباتی ترجیحی

نظام انتخاباتی ترجیحی (به انگلیسی: preferential voting) به هر نوع نظام انتخاباتی‌ای گفته می‌شود که از برگه‌های رأی ترجیحی استفاده می‌کند، مثل رأی بدیل، روش کندورسه، یا شمارش بوردا. برگهٔ رأی ترجیحی برگه‌ای است که رأی‌دهنده می‌تواند نامزدها را بر حسب ارجحیت رتبه‌بندی کند. در برخی روش‌ها باید همهٔ نامزدان را رتبه‌بندی کرد، و در برخی دیگر صرفاً چند نامزد را. برگه‌های رأی ترجیحی نسبت به برگه‌های رأی معمولی اطلاعات بیشتری را از رأی‌دهنده دریافت می‌کنند، ولی احتمال مخدوش شدن آرا نیز بالاتر است چون رأی دادن به روش ترجیحی برای بیشتر رأی‌دهندگان سخت‌تر است. نحوهٔ شمارش آرا در این نظام‌ها متنوع و گوناگون است.
در برخی کشورها از نظام‌های ترجیحی برای انتخابات ریاست‌جمهوری یا پارلمانی در سطح ملی استفاده می‌شود. مثلاً در انتخابات مجلس نمایندگان استرالیا و پارلمان پاپوآ گینهٔ نو از رأی بدیل استفاده می‌شود. تک‌رأی انتقال‌پذیر نیز در انتخابات پارلمانی ایرلند، مالت، سنای استرالیا، پارلمان اسکاتلند، و پارلمان ولز به کار می‌رود. انتخابات شوراهای شهر در برخی از شهرهای نیوزیلند نیز به روش تک‌رأی انتقال‌پذیر انجام می‌گیرد. کشور نائورو از شمارش بوردا استفاده می‌کند.